# USS LST-335
O USS LST-335 foi um navio de guerra norte-americano da classe LST que operou durante a Segunda Guerra Mundial.